# Бвити
Бви́ти или буи́ти — традиционная африканская религия, основанная на приёме священного растения ибога. Видения, вызываемые этим растением, являются центральным опытом для её последователей. Бвити распространена в Западной части Центральной Африки среди племён бабонго и митсого на территории Габона и народа фанг (Габон и часть Камеруна). В последние десятилетия бвити распространяется на соседние страны (Республика Конго, Демократическая Республика Конго, Экваториальная Гвинея). Несмотря на энергичное противостояние католических миссий, в Габоне бвити очень популярна и наряду с исламом и христианством имеет статус официальной религии. 
Бвити представляет собой совокупность анимизма, поклонения предкам и — в городах — элементов христианства. Центральное место занимает употребление коры корня психоактивного растения ибога (Tabernanthe iboga), с активным компонентом ибогаин. Собственно, дух Ибоги и есть главным лицом религии бвити: это пара мужчины и женщины-первопредков, носителей фундаментальной мудрости. Дух ибоги очень директивен: «показывая» человеку все его грехи и оплошности, он требует от него измениться.
Сейчас фактически есть две бвити: традиционная, «чистая» бвити, сохраняющаяся в глубине страны, и городская, обросшая христианскими элементами. Между ними есть различия: например, традиционная бвити предназначена только для мужчин, и женщинам принимать в ней участие нельзя (в этом случае для них предусмотрены специальные женские ритуалы нджембе), в то время как «адаптированный» вариант разрешает женщинам участвовать и даже вести церемонии.

## История бвити
Первые упоминания о бвити относятся к XIX веку. Французский путешественник Pablo del Chaillu, один из первых исследователей Габона, сообщал о ритуалах в глубине страны.
Считается, что бвити была открыта пигмеями, которые затем поделились своими знаниями с соседними племенами апинджи и митсого, которые начали проводить первые ритуалы бвити. Эшира и фанг её переняли; последние способствовали распространению культа среди местных племён. Бвити постепенно вытесняет бьери, традиционную религию фанг, основанную на другом, более слабом растении алан (Alchornea floribunda).
С приходом колонистов бвити подвергалась гонениям со стороны католических миссий, считалась дьявольским культом и всячески преследовалась (это приобрело особенно широкий размах в 1920-х — 1940-х гг, когда с разрешения французского колониального правительства сжигались храмы, преследовали и убивали религиозных лидеров). После волны национального единения Габон в 1960 г. обрёл независимость, и позиции бвити сильно укрепились. Это произошло во многом благодаря поддержке Леона Мба, первого президента Габона, который сам был последователем бвити.
Сегодня бвити является одной из трёх официальных религий Габона; она помогает сохранить фундаментальные для новой республики национальные ценности, поэтому это движение довольно популярно среди правящей верхушки. В правительстве, полиции и армии практически все инициированы и регулярно покидают город, чтобы принять участие в ночных церемониях в соседних деревнях.

## Легенды о возникновении бвити
Существует несколько легенд о возникновении бвити.
Рассказывают, будто охотник однажды увидел дикобраза, обгрызавшего корень дерева. Охотник метнул копьё и проткнул дикобраза, а вместе с ним и дерево; вытащив копье и начав есть, охотник заметил, что мясо дикобраза очень горькое, что было совсем необычным. Через некоторое время у него начались видения, и позже он понял, что причиной им был тот корень, который грыз дикобраз. Так первые люди познакомились с Ибогой.
По другой легенде, пигмей Битаму как-то собирал на дереве плоды. Его увидел Зейм йе Мебеге, последний из созидающих богов, и сделал так, что пигмей упал с дерева. Битаму погиб, и Зейм перенёс его дух к себе, а мизинцы и маленькие пальцы тела пигмея срезал и посадил в разных частях леса. На их месте выросли кусты ибоги. Услышав о смерти мужа, его жена Бандзиоку отправилась на поиски тела, и после долгих поисков нашла в лесу небольшую пещеру, где лежали кости её мужа, сложенные кучкой. Она услышала голос, очень похожий на голос её мужа, который спрашивал, кто она такая и с кем хотела бы поговорить. Голос посоветовал ей взглянуть налево от пещеры. И женщина увидела куст ибоги. Голос повелел ей есть кору корней растения, и когда Бандзиоку повиновалась, она почувствовала усталость и легла отдохнуть. Когда голос повелел ей обернуться, женщина увидела вместо костей живого Битаму и других умерших родственников. Они заговорили с ней и дали её новой имя Дисумба. Они ей сказали, что она нашла растение, которое позволяет видеть мёртвых и спрашивать у них совета.

## Структура бвити
Основным ритуалом бвити является посвящение (инициация). Корень используется также при церемониях исцеления и изгнания злых духов, но количество принимаемой ибоги здесь меньше.

### Инициация
Инициация — центральный обряд в религии бвити. Он длится несколько дней и имеет свою структуру. Посвящение молодых габонцев, которые впервые принимают ибогу, проходит в «хижине взрослых». Кроме них, заходить в эту хижину право имеют только посвящённые. До обряда посвящения человек не может считаться взрослым, способным противостоять трудностям жизни человеком. После ритуала посвященный становятся баанзи - «тем, кто увидел другое». Руководит церемонией шаман, так называемый н'ганга, который может быть как женщиной, так и мужчиной. Во время ритуала традиционно жгут факелы из корня ибоги; очень важны музыканты, играющие по бокам на барабанах и нгомби. В центре — н'ганга. Все участники одеты, как правило, в красную, чёрную и белую одежду, нередко с бусами или ракушками.
К инициации допускаются не все; считается, что если человек — колдун, то ибога может его просто убить.

## Ибога
В бвити используется кора корня ибогаинового куста, растения в человеческий рост с плотными листьями и безвкусными оранжевыми плодами. Эффект наступает не сразу, но длится до нескольких суток, поэтому церемония приёма ибоги, начинаясь ночью, может продолжаться ещё несколько дней. В малых дозах ибогаин оказывает стимулирующее действие, в больших — вызывает видения и прозрения, являющиеся целью практикующих бвити. Передозировка может привести к смерти участника. Среди побочных эффектов — атаксия и рвота. Принимают ибогу обычно в виде кусочков коры, отвара или тонкой стружки. Ибогаин представляет несомненный интерес для медицины благодаря своей способности избавлять человека от опиатной и алкогольной зависимости без симптомов ломки всего за один-два приёма.

## Ресурсы
- «Ибогаин: ритуал перехода» (англ.) на сайте Internet Movie Database
- Les hommes du Bois Sacré — ещё один фильм о бвити.
- цикл программ Discovery Channel («Going Tribal») и BBC («The Tribe») о путешественнике Брюсе Перри, серия о племени бабонго.